# Leptoterantha
Leptoterantha é um género botânico pertencente à família Menispermaceae.

## Espécies
- Leptoterantha mayumbensis (Exell) Troupin

1. ↑  «Leptoterantha — World Flora Online». www.worldfloraonline.org. Consultado em 19 de agosto de 2020